# Mossman Inlet
Das Mossman Inlet ist eine schmale und vereiste Bucht an der Lassiter-Küste des Palmerlands auf der Antarktischen Halbinsel. Am südöstlichen Ende der Kemp-Halbinsel erstreckt sie sich nordöstlich des New Bedford Inlet zwischen dem Kap Kidson und dem Jeffries Bluff über eine Länge von 16 km in nördlicher Richtung.
Erstmals aus der Luft fotografiert wurde es im Dezember 1940 bei der United States Antarctic Service Expedition (1939–1941). Weitere Luftaufnahmen entstanden 1947 im Rahmen der Ronne Antarctic Research Expedition (1947–1948) unter der Leitung des US-amerikanischen Polarforschers Finn Ronne, bei der in Zusammenarbeit mit dem Falkland Islands Dependencies Survey (FIDS) die kartografische Erfassung vorgenommen wurde. Der FIDS benannte das Inlet nach Robert C. Mossman (1870–1940), britischer Meteorologe und Klimatologe sowie Mitglied der von William Speirs Bruce geleiteten Scottish National Antarctic Expedition (1902–1904).